# Donjon de Cigogné
Le donjon de Cigogné est une tour carrée, unique vestige d'un château construit sur la commune de Cigogné, dans le département d'Indre-et-Loire. Elle est intégrée depuis le 18 juin 1962 à la liste des monuments historiques en tant qu'édifice inscrit.
Cette propriété privée ne se visite pas.

## Localisation
Le donjon de Cigogné se trouve dans le chef-lieu de la commune, au voisinage immédiat de l'église Notre-Dame de Cigogné, au nord-est de celle-ci.

## Historique

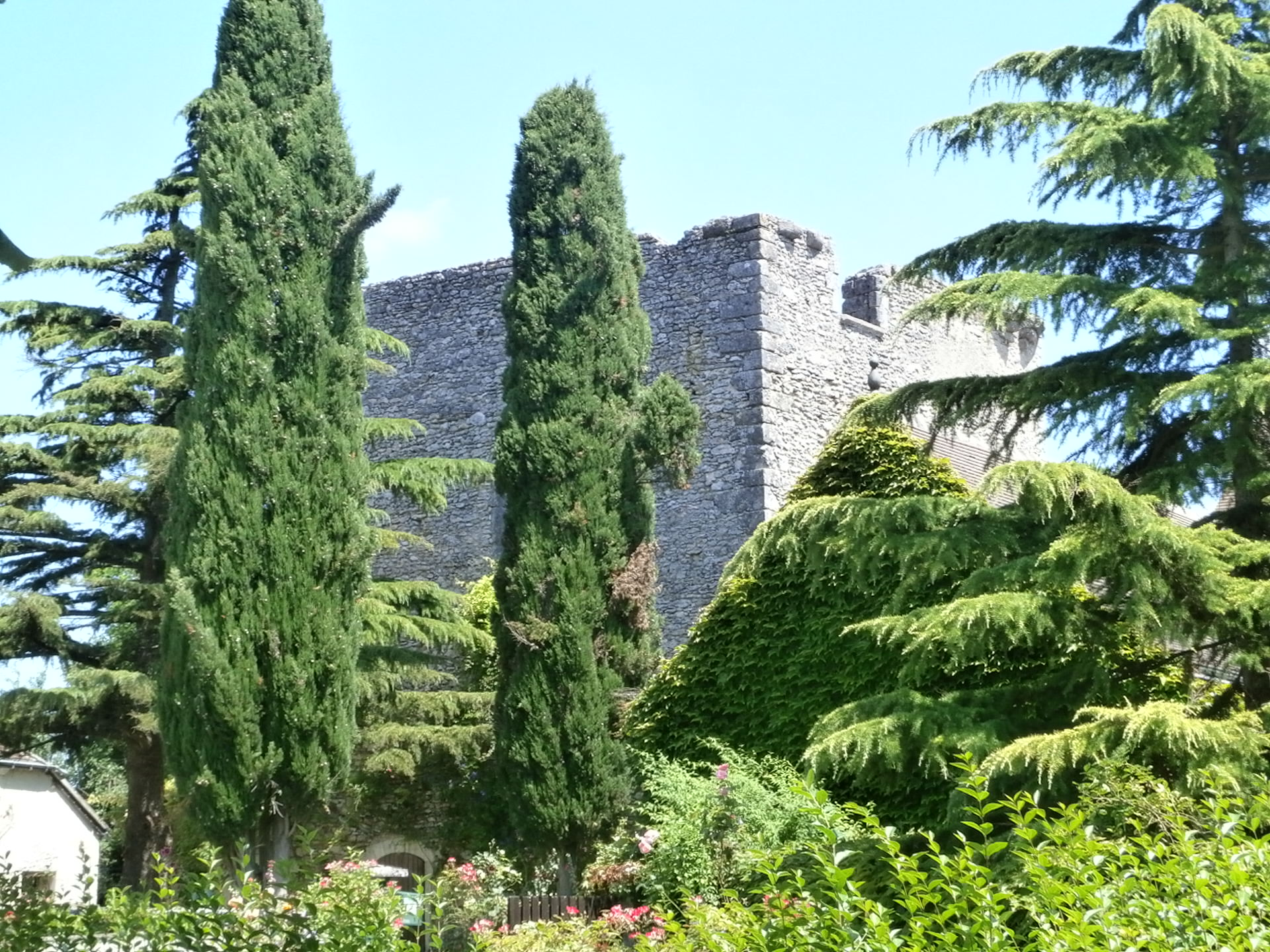
Vue générale du donjon

Construit à la fin du XIIIe siècle ou plutôt au début du XIVe siècle, le donjon faisait partie d'un château, il était relié, au sud, à un corps de bâtiment aujourd'hui disparu, il n'en reste plus qu'un pan de mur. Le château constituait un fief laïc dépendant de l'archevêché de Tours. Au XIe siècle, le fief de Cigogné était la propriété de Lisois d'Amboise, compagnon de Foulques Nerra. 
Jean-Mary Couderc, dans son Dictionnaire des communes de Touraine, note qu'« il est intéressant de noter le face-à-face de la tour, siège d'un fief laïc, relevant de l'archevêché de Tours, et de l'église, dépendant, depuis l'origine, de l'abbaye Saint-Julien de Tours. »
Une fuye de plan circulaire, ruinée, se trouve au nord-est du donjon.

## Architecture

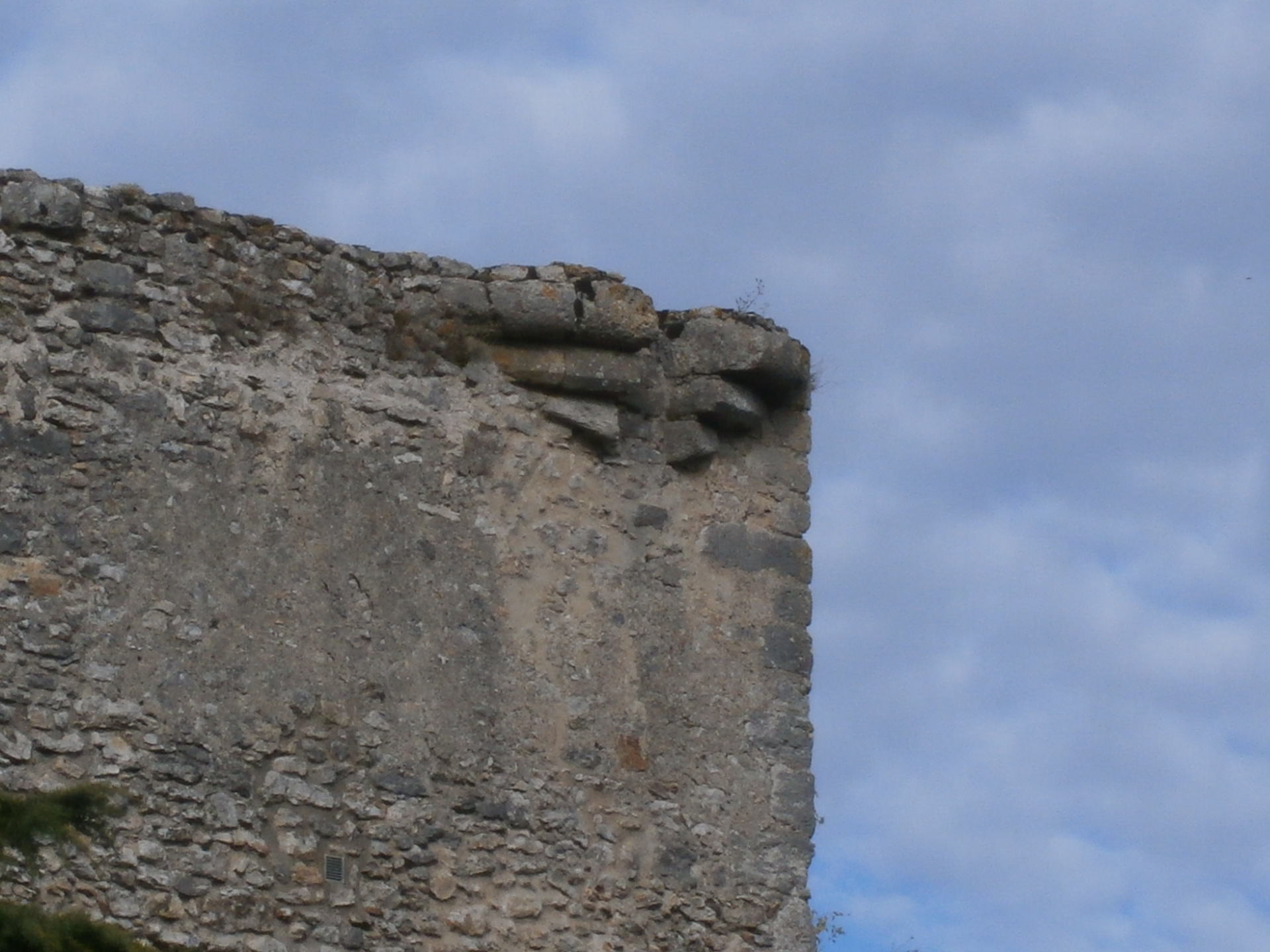
Détail d'un cul-de-lampe.

Le donjon de Cigogné est une tour de plan carré construite en moellons irréguliers, les quatre angles sont constitués par un chaînage vertical en grand appareil. Il a aujourd'hui perdu son couronnement, on devine, à ses quatre coins, le départ des culs-de-lampe dont les encorbellements supportaient des échauguettes.
Une voûte en berceau couvre la salle du rez-de-chaussée, alors que les deux étages supérieurs étaient séparés par un plancher. Une fenêtre à meneau surmontée d'un oculus éclaire la face ouest de la salle du premier étage, à laquelle on accède maintenant par un escalier extérieur en bois plaqué contre la façade sud du donjon,  la fenêtre côté est a été murée.
Un souterrain (muré) est signalé à proximité de la base du donjon.

## Pour en savoir plus